# Ликовна колонија Сићево
Ликовна колонија „Сићево“ (ЛКС) (енгл. Art Colony Sićevo) најстарија је српска и југословенска уметничка колонија, најстарија институција те врсте на Балкану, и нека врста историје Србије у 20. веку. Основана, 30. јула 1905. године, у селу Сићево, у живописној Сићевачкој клисури, 16 km источно од Ниша, на иницијативу познате српске сликарке Надежде Петровић, ЛКС баштини вредна уметничка дела познатих уметника, различитих стилских опредељења. Захваљујући Надеждиној иницијативи, коју су свесрдно подржале њене колеге из Словеније и Хрватске, колонија је започела са радом, који са прекидом од 59 година и до данас траје.
Од 1991. године, ЛКС је добила међународни карактер, и постала позната сликарском свету и ван простора Балкана, што је било од значаја да окупи импонзантан број аутора који су били импресионирани амбијентом самог села Сићева и пејзажима Сићевачке клисуре у којим су нашли примарну инспирацију за своје ликовне креације, служећи се при томе одабраним стазама властите ликовне поетике у сликовном остварењу свог доживљаја пејзажа.
Кроз Сићевачку колонију, за више од стодесет година њеног постојања прошло је више од четристотине сликара из свих крајева некадашње Југославије и иностранства. Колонија је отворена за уметнике различитих генерација и естетских опредељења. Захваљујући њој формиран је импозантан ликовни фонд који данас чини око 796 дела (од 1970) значајне уметничке вредности.

## Први сазив Колоније у Сићеву 1905. године
Пре више од једног века (1905. године) сликарка Надежда Петровић, током свог боравка у иностранству, уз бројне потешкоће, успела је да реализује своју идеју о Југословенској уметничкој колонији у Србији и довела своје колеге из минхенских дана школовања (Јакопович, Грохар, Весел, Јама) у тада многима непознато село Сићево и Сићевачку клисуру надомак Ниша, да сликају у пенеру, проучавају српске народне обичаје, размењују мишљења и искуства.
Према К. Амброзићу идеја о оснивању Колоније зачета је за време трајања Прве југословенске изложбе у Београду, септембра 1904. године (у породичној кући Надежде Петровић, где су се млади уметници састали), непосредно пре оснивања друштва Лада 1904. Изложба је била прилика да Надежда поново сретне своје пријатељe и колеге, словеначке (Ивана Грохара, Ферда Весела, Рихарда Јакопича, Матију Јама), и хрватске (Ивана Мештровића и Емануела Видовића) и бугарског сликара Николу Михаилова са којима се дружила још за време студија у Минхену, док је боравила у атељеу Антoна Ажбеа.
Међутим, најновија истраживања од стране Љ. Миљковић указују на чињеницу да се замисао о оснивању Сићевачке кололоније јавила три месеца касније (29. децембра 1904) у Софији када су се још једанпут састали српски, бугарски, словеначки и хрватски сликари, а поводом организовања Друге југословенске изложбе.
Понудивши овим и другом сликарима разне облик сарадње који би задовољио све југнословенске народе, Надежда Петровић се свом снагом трудила да истакне вредности националне уметности словенских народа, касније уједињених у Краљевину Југославију.
| „ | Једном покренута идеја није престала да се развија. На основу сачуваних писама која се чувају у архиви Народног музеја у Београду видимо да су пријатељи и колеге у неформалним контактима и даље чували и разрађивали мисао о будућем раду колоније. О томе се свесрдно старала сама Надежда, иначе идејни творац окупљања сликара јужнословенског порекла, независно од држава у којима су живели и стварали. Захваљујући личном залагању у Министарству културе, Надежда је обезбедила одређена средства за први сликарски контакт уметника са жупском околином и кршом Сићевачке и Јелашничке клисуре. | ” |

Колонија је почела са радом 30. јула 1905. године. У Сићево је као домаћин прва стигла Надежда Петровић а са њом и Фердо Весел. Потом су им се се придружити Рихард Јакопич, Иван Грохар, Пашко Вучетић, Иван Мештровић и Емануел Видовић. Неколико пута накратко у колонији је боравио и сликар Бранко Поповић, ликовни критичар и професор историје уметности на Техничком факултету у Београду.
Надежда Петровић је, приликом оснивања ЛКС, написала који треба да буду главни циљеви колоније:
| „ | Да упознавајући покрајине југословенске, племена у њиховом животу и раду, њихов карактер, шири тиме васпитни утицај на народ, прикупљајући све оно што је лепо, интересантно и оригинално у народу, да са овим упозна запад са нама и оним што је у нас. | ” |

Уметнике су са великом радозналошћу примили мештани Сићева, који су их сместили у кућама домаћина у самом селу, осим Надежде која је одсела код своје пријатељице из детињства Љубице Николајевић - Ловрић у њеном стану у старој сићевачкој школи, данас седишту Колоније.

Сачувано је и сведочење учитељице из Сићева која је учеснике колоније описали као о групу веселих младих људи, радо приманих у селу. 
| „ | Присуствовали су славама, свадбама, сахранама, обилазили клисуру и пећине у њој, али највише сликали. Знаменита уметница тако је пожелела да...наш сељачки народ види да је уметност општа, да је неопходна потреба не само варошанину, Београђанину. | ” |

Изложба дела Прве југословенске колоније одржана је 27. јануара 1907. године у Народном музеју у Београду. Поред чланова Колоније излагали су и хрватски уметници Иван Мештровић, Емануел Видовић, Мирко Рачки, Томислав Кризман, Антун Катуранић и бугарски аутори Александар Божинов и Никола Михаилов.
Колонија је као покрет трајала само две године (1905-1907).

## Шест деценија прекида у раду Колоније (1905—1964)
На прекид у раду колоније утицао је низ историјских догађаја (Анексија БиХ, Велики и Други светски рат, периоди обнове ратом разорене Југославије). То је створило паузу од скоро 60 година до поновног окупљања уметника у Сићеву са истим циљем и истом идејом.

## Ликовна колонија од 1964.

### Рад ЛКС од 1964. до 1969. у оквиру Народног музеја у Нишу
Током 1962. године, академски сликар Драгана Костића и новинара Срећка Тариташа у случајном сусрету19 предложили су наставак одржавања ЛКС као могућу физиономију и начин будућег рада уметника у заједници јужнословенских народа - СФРЈ.
Први скуп у вези са покретањем иницијативе за обнову рада ЛКС одржан је у атељеу нишког сликара Радомира Антића. Председништво Друштва ликовних уметника Среза Ниш које је покренуло иницијативу за обнову Колоније чинили су: председник Брана Павловић и чланови: Драган Костић, Радомир Антић и Душан Николић. Они су отписали акт: Предлог са основним циљевима и задацима, за формирање Колоније у Сићеву (15. новембар 1962 године).
Коначно, након педесет девет година, поново је почела са радом прва „обновљена“ Ликовна колонија у Сићеву која је трајала од 15. до 31. августа 1964. године, у организацији Културно-просветне заједнице и Народног музеја у Нишу. Од те године године рад Колоније одвија се у континуитету, до данашњих дана.
У периоду од 1964 – 1969. за рад ЛКС био је примарно надлежан Народни музеј у Нишу, као непосредан организатор Колоније и традиционалних јесењих изложби, донираних и откупљених радова учесника Колоније. У истом периоду у Сићевачкој колонији боравило је шездесет уметника из свих крајева Југославије, укључујући и четири из иностранства.

#### 1964.
Први учесници ЛКС били су дванаесторо уметника из Словеније, Хрватске и Србије, и то из:
| Београда              | Зоран Павловић (1932 — 2006), Милун Митровић (1922 — 2010), Драган Лубарда и Владислав Тодоровић-Шиља (1933 — 1988) |
| Загребa               | Анте Кудуз, Зорислав Дремпетић и Томислав Хрушковец                                                                 |
| Ниша                  | Радомир Антић и Мирољуб Ђорђевић (уједно домаћини колоније)                                                         |
| Сарајева              | Нада Пивац |
| Титограда (Подгорице) | Војо Татар |

Сликари су били смештени у хотелу у Сићеву у живописној Сићевачкој клисури. Поред сликања, за време боравка у ЛКС уметници су обишли и околину и културно историјске споменике града Ниша, а један дан провели и у селу Сићеву у разговору са мештанима, где је заправо основана Прва југословенска уметничка колонија. Крај рада прве, обновљене колоније обележан је заједничком изложбом приређеном у великом изложбеном Павиљону у Тврђави (13. октобра 1964).
Међу првим учесницима обновљене ЛКС, најзаступљенији су били сликари енформелисти, али и они који су од енформела преко геометризације до асоцијативног и експресивног израза исказивали своје ликовно стваралаштво, што је на неки начин осликавало југословенску ликовну сцену тих година. 
| „ | Слике уметника млађе генерације (Зоран Павловић, Владислав Тодоровић – Шиља, Томислав Хрушковец и Зорислав Дремпетић), (настале на Колонији) карактерисла је снажна и посебно акцентована фактура, колористички богата палета и гестуалност. Неки од њих у слике уграђуивали су и стране материјале као на пр. Томислав Хрушковец и Владислав Тодоровић. | ” |

#### 1965.
Друга ЛКС одржана је од 15. јула до 5. августа 1965. Те године основан је Савет ЛКС који је донео две важне одлуке: прву, да се позивају само уметници са високим реномеом и репутацијом у ликовном свету, и друго да се ЛКС одржи у самом селу Сићеву у кућама сеоских домаћина, и да у њима заједно са сликарима бораве и критичари.
Организација Друге ЛКС је поверена Центру за културу Радничког универзитета у Нишу.
Те године, учествовало је тринаест уметника, из:
| Београда | Бранислав Протић, Ксенија Дивјак, Бранко Филиповић, Марио Маскарели, Драган Лубарда, Владислав Тодоровић - Шиља, Десанка Станић и Тања Тарновска |
| Ниша     | Драган Костић, Мирољуб Ђорђевић и Мирољуб Алексић                                                                                                |
| Сарајева | Ибрахим Љубовић |
| Загреба  | Никола Рајзер |

#### 1966.
Трећа ЛКС одржана је од 11. до 31. јула 1966. године. Њени учесници били су, из: 
| Београда | Драган Лубарда, Марио Маскарели, Градимир Петровић, Милан Поповић, Леонид Шејка и Светозар Самуровић |
| Ниша     | Радомир Антић и Тодор Стевановић                                                                     |
| Белотића | Милић Станковић                                                                                      |

Сликари су и ове године били смештени у хотелу Сићево, а њихов радни простор углавном је био партер хотела, плато испред њега и мала сала.

#### 1967.
Четврта по реду Сићевачка колонија одржана од 16 до 31. јула 1967. године. У њеном сазиву било је четрнаест сликара, из:
| Београда                | Здравко Вајагић, Градимир Петровић, Чедомир Крстић, Славољуб Чворовић и Бранко Миљуш (први графичар Колоније) |
| Ниша                    | Нина Антоковић, Зорица Костић и Љубодраг Маринковић - Пенкин                                                  |
| Софије                  | Тодор Хаџиниколов и Сергеј Ивановић Петров                                                                    |
| Загреба                 | Василије Јордан                                                                                               |
| Сарајева                | Фрањо Ликар                                                                                                   |
| Источног Берлина        | Курт Рабел |
| Титограда (Подгорице) — | Цветко Лаиновић                                                                                               |

Уметници су били смештени у викенд кућицама у кампу код Манастира Сићево.
Овај сазив окупио је еминентну групу сликара, јер поред представника република (осим Македоније и Словеније), учествовали су и страни уметници. Овакав састав повећао је углед и реноме ликовне колоније Сићево у југословенском културном животу, с друге стране направљен је значајан корак у успостављању непосредног контакта наших ликовних стваралаца са уметницима из Немачке и Бугарске.

#### 1968.
Пета ЛКС одржана је од 16. до 31. јула 1968. године, а њени учесници били су из: 
| Београда   | Крста Андрејевић, Властимир Дискић, Љубодраг Јанковић - Јале, Градимир Петровић, Војислав Тодорић, Владимир Тодоровић и Славољуб Чворовић |
| Ниша       | Драган Костић, Милош Павићевић и Сима Чемерикић                                                                                           |
| Новог Сада | Миливој Николајевић |

Свих једанаесторо уметника било је смештено у синдикалном одмаралишту у Сићеву.

#### 1969.
Иако је постојала бојазан да ли ће се и 1969 године одржати рад у Колонији, због недовољних Финансијских средства за покриће смештаја учесника, ипак, скуп ликовних уметника у колонији Сићево `69. реализован је од 16. до 31. јула.59 Укупно четрнаест уметника, било је смештено у кућама викенд - насеља у близини манастира Св. Богородице.
Учесници шесте ЛКС били су из Југославије и иностранства и то из:
| Београда             | Мира Јуришић, Бошко Карановић, Вукица Обрадовић, Драговић, Томислав Петровић и Милена Шотра |
| Ниша                 | Петар Огњановић, Мирољуб Ђорђевић, Николај Моргуљенко                                       |
| Драча, Албанија      | Ибрахим Кодра                                                                               |
| Титоград (Подгорица) | Ђељош Ђокај                                                                                 |
| Загреба              | Габријел Хумек                                                                              |
| Скопља               | Танас Луловски – Тане                                                                       |
| Новог Сада           | Миливој Николајевић                                                                         |

| „ | Од свих досадашњих колонија ову можемо сматрати најразноврснијом и изазовном. На једној страни су били они уметници које је пејзаж Клисуре окупио и приближио (Габријел Хумек, Мирољуб Ђорђевић, Милена Шотра, Николај Моргуљенко, Танас Луловски-Тане, Хелена Шипек и Бошко Карановић), док су на другој страни били они које пејзаж и теме везане за природу нису привлачили (Ђељош Ђокај, Ибрахим Кодра, Вукица Обрадовић Драговић, Миливој Николајевић, Петар Огњановић, Томислав Петровић, Мира Јуришић). | ” |

#### Фонд слика од 1964. до 1969.
У богатом ликовном фонду нишког Музеја (Збирка савремене уметности) чувa се осамдесет осам уметничких дела насталих у Ликовној колонији Сићевo, у периоду од 1964. године, када је и обновљен рад некадашње колоније, до 1969. године.
Уметничка дела која се чувају у збирци Народном музеју у Нишу чине посебну целину која сведочи о континуираном раду Колоније од њеног обнављања 1964. до 1970-тих година, од када старање о организовању Колоније и чувању и излагању радова преузима на себе новооформљена Галерија савремене ликовне уметности у Нишу.

### Рад ЛКС од 1970. у оквируГСЛУ Ниш
На даљи рад ЛКС од 1970. године значајно је утицало оснивања Галерије савремене ликовне уметности Ниш, која је те године, преузела све послове око реализације Ликовне колоније „Сићево" од Народног музеја у Нишу, која рад уметника у Колонији никада није пратила условљавањем и ограничавањем у погледу теме и мотива дела.

#### Обавезе ГСЛУ Ниш према ЛКС
ГСЛУ Ниш у обавези је да за несметано рад ЛКС сваке године:
- Изврши избор уметника и реализује, у првој половини септембра, боравак највише 12 учесника јер су толики смештајни капацитети зграде Колоније у Сићеву.
- Задржи традицију да Ликовна колонија има интернационални карактер.
- Предложи Савет манифестације Ликовна колонија Сићево кога именује Скупштина града и одреди селектора Ликовне колоније који ће заједно са уметницима боравити у Сићеву и непосредно пратити њихов рад.
- Обезбеди сликарски материјала, исхрану и надокнаде путних трошкова за учеснике.
- Од учесника Колоније за фонд Галерије савремене ликовне уметности Ниш-Установе културе од националног преузме по једну слику и један цртеж.
- Крајем године, у новембру месецу, у Павиљону у Тврђави реализује изложбу Ликовне колоније одржану те године и покрије трошкове опреме радова, израде и штампања пратећег каталога као и путне трошкове за уметнике – учеснике Ликовне колоније који долазе на дан отварања изложбе.

## Број учесника колоније од 1964. до 2024.
У овом периоду  (од 60 година) у раду Ликовне колоније Сићево учествовало је 545 уметника, међу којима је било:
- 285 из Србије (од тога из Ниша 80),
- 70 из бивших република Југославије,
- 110 из европских земаља, Канаде, Кубе, Јапана, Мексика, Аустралије и Јужне Кореје